# ديفيد أدلر (مهندس معماري)
ديفيد أدلر (بالإنجليزية: David Adler)‏ هو مهندس معماري أمريكي، ولد في 3 يناير 1882 في ميلواكي في الولايات المتحدة، وتوفي في 27 سبتمبر 1949 في Libertyville, Illinois ‏ في الولايات المتحدة.